# Víctor Espárrago Videla
Víctor Rodolfo Espárrago Videla (Montevideo, 6 d'octubre de 1944), és un exfutbolista i entrenador de futbol uruguaià.

## Com a futbolista
Espárrago jugava de migcampista i va destacar a les files del Nacional, equip en el qual hi va militar en una primera etapa entre 1966 i 1973. En eixe període guanya cinc cops el campionat local i la Copa Libertadores de 1971. La resta de la dècada la juga a la lliga espanyola, primer al Sevilla FC (en Segona Divisió) i després al Recreativo de Huelva, on ascendeix a la màxima categoria el 1978. Retorna a Nacional, on penja les botes el 1981.

## Carrera internacional
Va formar part de la selecció de futbol de l'Uruguai en 67 ocasions entre 1970 i 1974. Va ser part del conjunt charrúa que va aconseguir la quarta plaça al Mundial de futbol 1970. En aquest torneig, va marcar un controvertit i decisiu gol al temps afegit de l'eliminatòria dels quarts de final, davant la Unió Soviètica.

## Com a entrenador
Després de retirar-se, el 1985, va iniciar la seua etapa a les banquetes, que s'ha desenvolupament a la lliga espanyola. Després de dos anys a Segona amb el Recreativo de Huelva, el 1987 debuta a la primera divisió al prendre les regnes del Cadis CF.
Durant la dècada següent entrena diverses formacions a la màxima categoria, assolint la classificació per a la Copa de la UEFA amb el València CF.
El 2004, després de set anys retirat de les banquetes, retorna a Cadis CF, equip amb el qual assoleix l'ascens a la màxima categoria. Però, només hi dura un any i el 2006 baixen a Segona. Espárrago tindrà una tercera etapa amb l'equip cadista el 2010, però no pot evitar un nou descens, ara a Segona Divisió B.